# گوتسوب
گوتسوب (به لاتین: Gotsob) یک منطقهٔ مسکونی در روسیه است که در داغستان واقع شده‌است.